# کیش‌پالاد
کیش‌پالاد (به مجاری:  Kispalád) یک منطقهٔ مسکونی در مجارستان است که در سابولچ-ساتمار-برگ واقع شده‌است. کیش‌پالاد ۱۶٫۷۳ کیلومتر مربع مساحت و ۹۶۳ نفر جمعیت دارد.